# EPTA
EPTA (англ. European Pulsar Timing Array) — европейская коллаборация, объединяющая пять радиотелескопов 100-метрового класса для наблюдения массива пульсаров с целью детектировать гравитационные волны, исходящие от них. Это один из трёх массивов, работающих в данный момент с миллисекундными пульсарами, остальные два — PPTA и NANOGrav.

## Задачи

### Пульсары и высокоточный расчёт времени
Пульсары представляют собой быстро вращающиеся нейтронные звёзды с чрезвычайно сильным магнитным полем, которые излучают радиоволны из районов магнитных полюсов. На Земле это излучение воспринимается в виде последовательности импульсов. Из-за высокой плотности нейтронных звёзд их период вращения стабилен, так что наблюдаемый период следования радиоимпульсов также чрезвычайно стабилен. Этот период следования называется TOA (time of arrival) и может быть использован для экспериментов по высокоточной синхронизации.
Стабильность TOA от многих пульсаров ограничена из-за красного шума, иначе называемого «шумом синхронизации». Но есть специальный класс пульсаров — миллисекундные пульсары (MSP), которые практически не страдают от красного шума. Продолжая следить за TOA разных MSP, можно производить эксперименты по высокоточной синхронизации для детектирования гравитационных волн.

### Детектирование гравитационных волн
Гравитационные волны — небольшие возмущения в пространстве-времени как следствие движения масс, если третья производная момента массового квадруполя по времени не равна нулю. Эти волны весьма слабы, так что только сильнейшие из них (например, производимые быстрым движением плотных звёзд или чёрных дыр) имеют шанс быть детектированными. Массив миллисекундных пульсаров используется в качестве конечных точек детектора гравитационных волн галактического масштаба. Детектор чувствителен к частотам наногерцового диапазона, который соответствует общему стохастическому гравитационно-волновому фону, чьё существование было предсказано и который был произведён в результате слияния сверхмассивных чёрных дыр в ранней Вселенной. Это делает массив совместимым с LIGO, VIRGO и LISA.

## Инструменты
EPTA использует 4 европейских телескопа: 
Westerbork Synthesis Radio Telescope (в Вестерборке), 
Эффельсбергский радиотелескоп (Effelsberg Radio Telescope), 
радиотелескоп Лавелл (Lovell Telescope) и 
Nançay radio telescope. 
Sardinia Radio Telescope (в Сан-Базилио (Сардиния)) будет добавлен в набор в 2013 или 2014.

## Проект LEAP
С 2009 EPTA сделала прогресс благодаря Европейскому исследовательскому совету, который профинансировал проект LEAP (англ. Large European Array for Pulsars). Цель — соединить работу пяти телескопов EPTA, создав эквивалент полностью управляемой 194-метровой тарелки. Это увеличит точность измерения TOA на величину, необходимую для первого детектирования гравитационных волн в следующий десяток лет.